# Matthijs Accama
Matthijs Accama (Leeuwarden, 1702 – Leeuwarden, 1783) è stato un pittore olandese.

## Biografia
Fratello di Bernardus Accama, era padre dei due pittori Simon (1735-1752) e Bernardus (1747-1768), entrambi suoi allievi e morti in giovanissima età. Viaggiò in Italia e fu un buon pittore di soggetti storici e allegorici.